# Soudé
Soudé est une commune française, située dans le département de la Marne en région Grand Est.

## Géographie
| Sommesous      | Dommartin-Lettrée | Faux-Vésigneul |
|                | Soudé             | Coole          |
| Poivres (Aube) |                   | Sompuis        |

### Hydrographie
La commune est dans la région hydrographique « la Seine de sa source au confluent de l'Oise (exclu) » au sein du bassin Seine-Normandie. Elle est drainée par la Soude,.
La Soude, d'une longueur de 23 km, prend sa source dans la commune  et se jette  dans la Somme-Soude à Villeseneux, après avoir traversé six communes. 

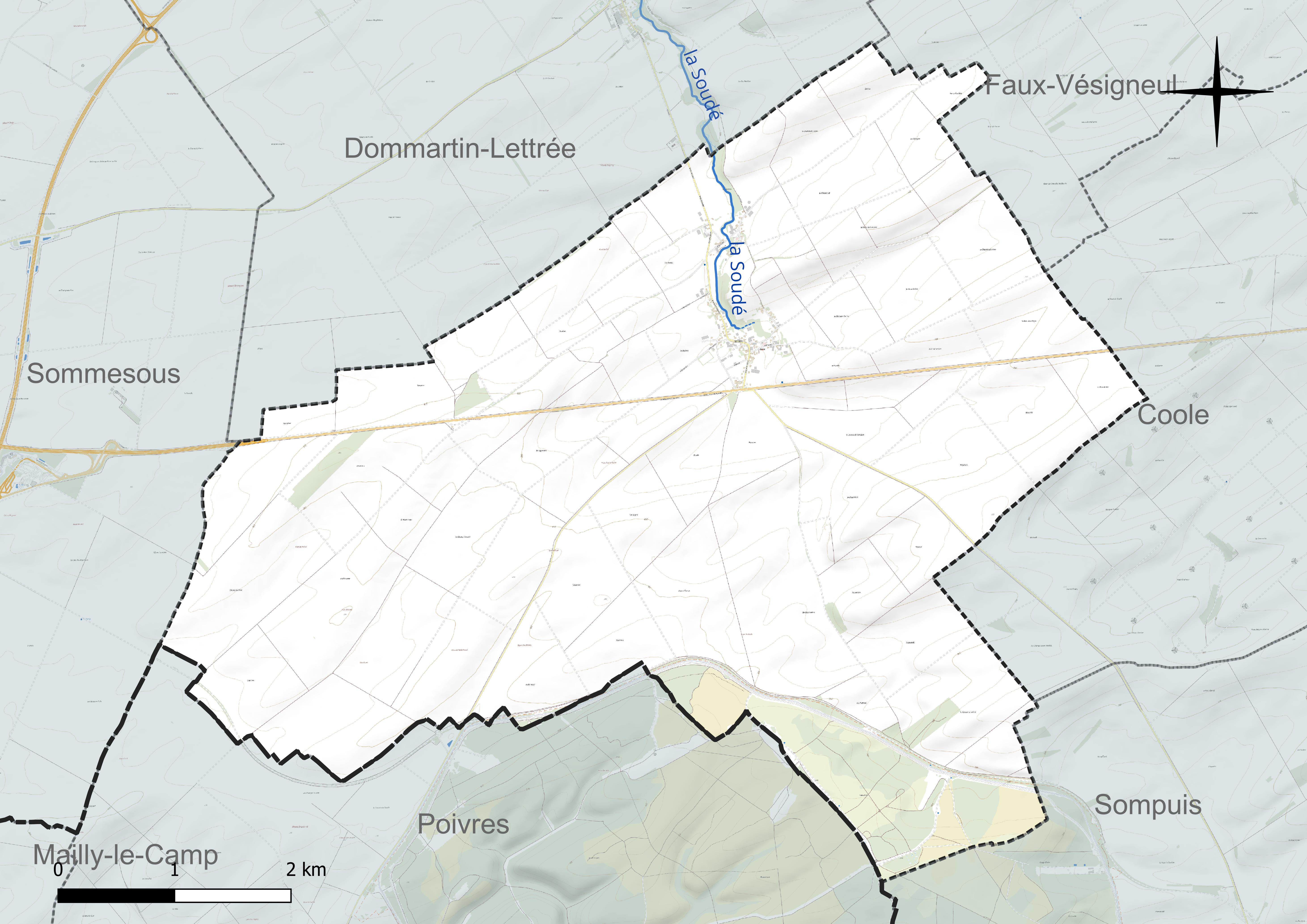
Réseau hydrographique de Soudé.

### Climat
Pour des articles plus généraux, voir Climat du Grand Est et Climat de la Marne.
En 2010, le climat de la commune est de type climat océanique dégradé des plaines du Centre et du Nord, selon une étude du Centre national de la recherche scientifique s'appuyant sur une série de données couvrant la période 1971-2000. En 2020, Météo-France publie une typologie des climats de la France métropolitaine dans laquelle la commune est exposée à un climat océanique altéré et est dans la région climatique  Nord-est du bassin Parisien, caractérisée par un ensoleillement médiocre, une pluviométrie moyenne régulièrement répartie au cours de l’année et un hiver froid (3 °C). 
Pour la période 1971-2000, la température annuelle moyenne est de 10,5 °C, avec une amplitude thermique annuelle de 15,7 °C. Le cumul annuel moyen de précipitations est de 789 mm, avec 12,3 jours de précipitations en janvier et 8,5 jours en juillet. Pour la période 1991-2020, la température moyenne annuelle observée sur la station météorologique de Météo-France la plus proche, « Sommesous », sur la commune de Sommesous à 8 km à vol d'oiseau, est de 10,8 °C et le cumul annuel moyen de précipitations est de 816,9 mm. 
La température maximale relevée sur cette station est de 42,2 °C, atteinte le 25 juillet 2019 ; la température minimale est de −26,5 °C, atteinte le 14 février 1956,,. 
Les paramètres climatiques de la commune ont été estimés pour le milieu du siècle (2041-2070) selon différents scénarios d'émission de gaz à effet de serre à partir des nouvelles projections climatiques de référence DRIAS-2020. Ils sont consultables sur un site dédié publié par Météo-France en novembre 2022.

## Urbanisme

### Typologie
Au 1er janvier 2024, Soudé est catégorisée commune rurale à habitat dispersé, selon la nouvelle grille communale de densité à sept niveaux définie par l'Insee en 2022.
Elle est située hors unité urbaine. Par ailleurs la commune fait partie de l'aire d'attraction de Châlons-en-Champagne, dont elle est une commune de la couronne,. Cette aire, qui regroupe 97 communes, est catégorisée dans les aires de 50 000 à moins de 200 000 habitants,.

### Occupation des sols
L'occupation des sols de la commune, telle qu'elle ressort de la base de données européenne d’occupation biophysique des sols Corine Land Cover (CLC), est marquée par l'importance des territoires agricoles (91,2 % en 2018), une proportion sensiblement équivalente à celle de 1990 (90,8 %). La répartition détaillée en 2018 est la suivante : 
terres arables (91,2 %), milieux à végétation arbustive et/ou herbacée (5,9 %), zones urbanisées (1,9 %), forêts (1 %). L'évolution de l’occupation des sols de la commune et de ses infrastructures peut être observée sur les différentes représentations cartographiques du territoire : la carte de Cassini (XVIIIe siècle), la carte d'état-major (1820-1866) et les cartes ou photos aériennes de l'IGN pour la période actuelle (1950 à aujourd'hui).

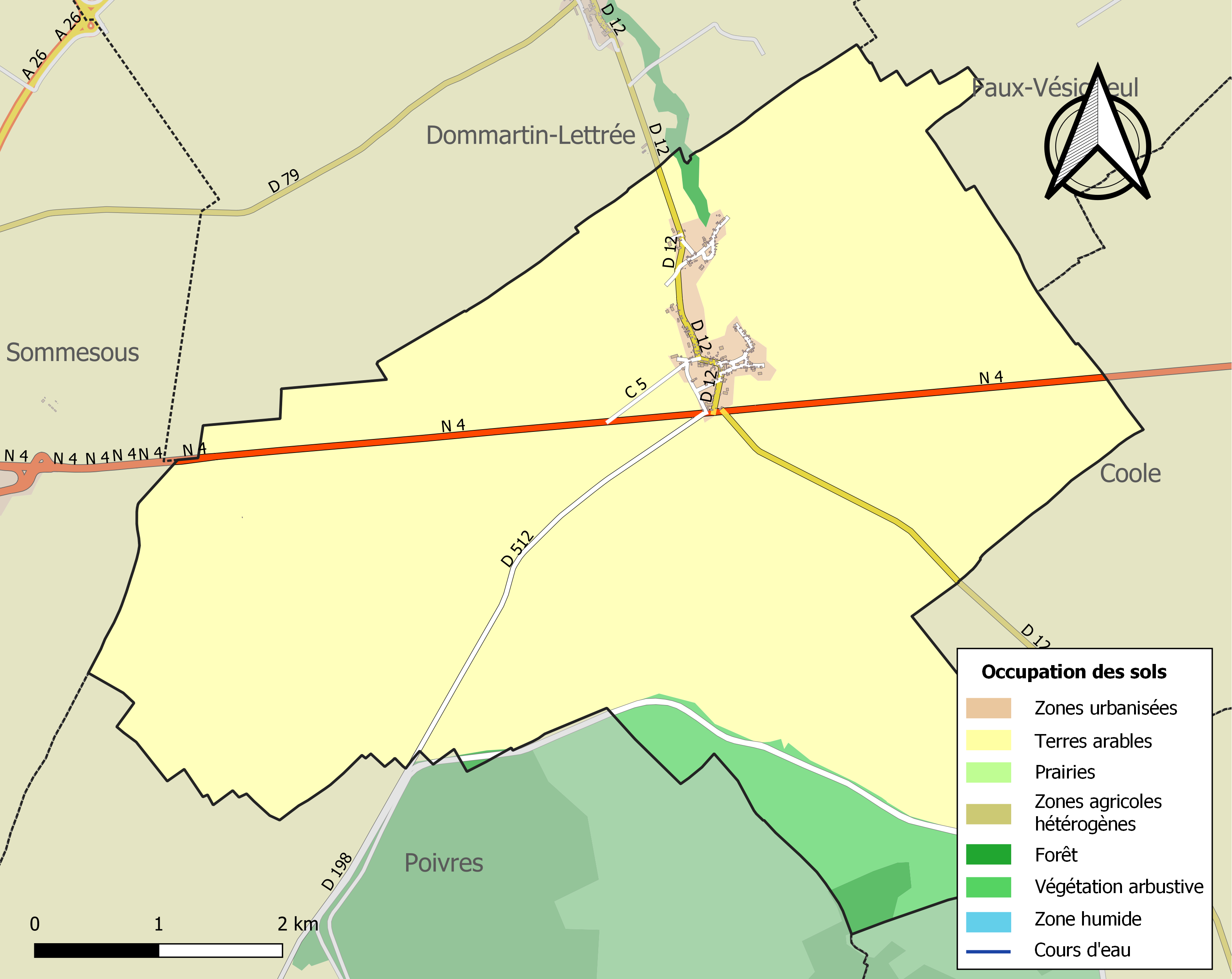
Carte des infrastructures et de l'occupation des sols de la commune en 2018 (CLC).

## Toponymie
Par arrêté préfectoral du 18/01/1965, Soudé-Sainte-Croix absorbe Soudé-Notre-Dame et prend le nom de Soudé. 
Les deux localités sont notées respectivement Souldeyum en 1187 et Soldeum minor en 1188. 
Le nom de la localité est attesté sous les formes Souldeyum (1187) ; Soldeium (1189) ; Soudei (1263) ; Soudeyum (1274) ; Sodeyum (1319) ; Souldé-Saincte-Croix (1501) ; Souldey-Saincte-Croix (1518) ; Soudon-le-Grand (milieu du XVIe siècle) ; Soudey Sainte-Croix (1636) ; Soudé-le-Grand (1793).

Ce toponyme à la même origine que la rivière Soude.

## Histoire
Soudé est une commune créée en 1965 de la fusion des communes de Soudé-Notre-Dame-ou-le-Petit et de Soudé-Sainte-Croix-ou-le-Grand.

Pendant la Révolution française, la commune de Soudé-Notre-Dame-ou-le-Petit, alors nommée Soudé-Notre-Dame, porta provisoirement les noms de Soudé-le-Petit et de Soudé-la-Petite ; celle de Soudé-Sainte-Croix-ou-le-Grand, alors nommée Soudé-Sainte-Croix, porta provisoirement les noms de Soudé-le-Grand et de Soudé-la-Grande,.

## Politique et administration
Par décret du 29 mars 2017, la commune est détachée le 31 mars 2017 de l'arrondissement de Vitry-le-François pour intégrer l'arrondissement de Châlons-en-Champagne.

### Intercommunalité
Conformément au schéma départemental de coopération intercommunale de la Marne du 15 décembre 2011, la commune antérieurement membre de la communauté de communes de l'Europort, est désormais membre de la nouvelle communauté d'agglomération Cités-en-Champagne.
Celle-ci résulte en effet de la fusion, au 1er janvier 2014, de l'ancienne communauté d'agglomération de Châlons-en-Champagne, de la communauté de communes de l'Europort, de la communauté de communes de Jâlons (sauf la commune de Pocancy qui a rejoint la communauté de communes de la Région de Vertus) et de la communauté de communes de la Région de Condé-sur-Marne,.

### Lieux et monuments

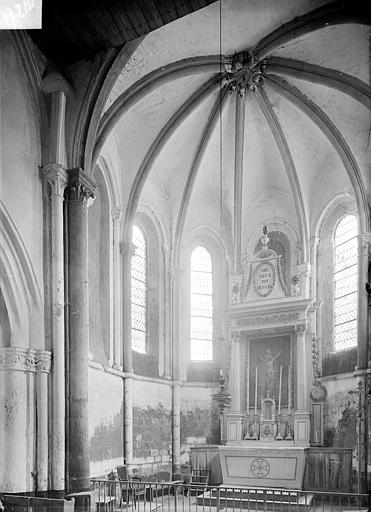
En 1915, intérieur de l'église.

### Liste des maires
| Période                                  | Période                      | Identité        | Étiquette | Qualité                        |
| ---------------------------------------- | ---------------------------- | --------------- | --------- | ------------------------------ |
| Les données manquantes sont à compléter. |                              |                 |           |                                |
| avant 1877                               | après 1879                   | Gallois         |           | pour ste-Croix                 |
| avant 1877                               | après 1879                   | Hémard          |           | pour Notre-Dame                |
| ?                                        | en cours en 1910             | Cailliette      |           |                                |
| mars 2008                                | En cours (au 4 juillet 2014) | M. Claude Royer |           | Réélu pour le mandat 2014-2020 |

## Démographie
L'évolution du nombre d'habitants est connue à travers les recensements de la population effectués dans la commune depuis 1793. Pour les communes de moins de 10 000 habitants, une enquête de recensement portant sur toute la population est réalisée tous les cinq ans, les populations de référence des années intermédiaires étant quant à elles estimées par interpolation ou extrapolation. Pour la commune, le premier recensement exhaustif entrant dans le cadre du nouveau dispositif a été réalisé en 2005.

En 2022, la commune comptait 152 habitants, en évolution de −17,84 % par rapport à 2016 (Marne : −1,19 %, France hors Mayotte : +2,11 %).
| 1793 | 1800 | 1806 | 1821 | 1831 | 1836 | 1841 | 1846 | 1851 |
| ---- | ---- | ---- | ---- | ---- | ---- | ---- | ---- | ---- |
| 410  | 400  | 387  | 397  | 373  | 387  | 351  | 321  | 314  |

| 1856 | 1861 | 1866 | 1872 | 1876 | 1881 | 1886 | 1891 | 1896 |
| ---- | ---- | ---- | ---- | ---- | ---- | ---- | ---- | ---- |
| 305  | 316  | 303  | 303  | 303  | 359  | 267  | 265  | 249  |

| 1901 | 1906 | 1911 | 1921 | 1926 | 1931 | 1936 | 1946 | 1954 |
| ---- | ---- | ---- | ---- | ---- | ---- | ---- | ---- | ---- |
| 250  | 252  | 223  | 236  | 226  | 209  | 216  | 208  | 193  |

| 1962 | 1968 | 1975 | 1982 | 1990 | 1999 | 2005 | 2006 | 2010 |
| ---- | ---- | ---- | ---- | ---- | ---- | ---- | ---- | ---- |
| 178  | 229  | 206  | 182  | 159  | 143  | 154  | 155  | 162  |

| 2015 | 2020 | 2022 | - | - | - | - | - | - |
| ---- | ---- | ---- | - | - | - | - | - | - |
| 182  | 157  | 152  | - | - | - | - | - | - |

## Culture locale et patrimoine

### Héraldique
| Blason de Soudé | Blason  | Parti ondé de sinople et d'or, au chevron accompagné de trois pommes de pin versées brochant, le tout de l'un en l'autre, au filet ondé en pal d'azur brochant sur le tout. |
| Blason de Soudé | Détails | Le statut officiel du blason reste à déterminer. |